# 【我推的孩子】劇集列表
《【我推的孩子】》是根據赤坂明原作、橫槍萌果作畫的同名漫畫所改編電視動畫系列。由動畫工房製作，由平牧大輔擔任導演、平山寛菜擔任角色設計，伊賀拓郎作曲。第1季於2023年4月12日至6月28日在日本播出。

《【我推的孩子】》标志

羚邦集團獲得該系列在亞太地區裏的授權，並於Ani-One Asia的YouTube官方頻道、Ani-One中文官方動畫頻道的YouTube官方頻道、Netflix、Viu、巴哈姆特動畫瘋、Bilibili、以及愛奇藝播出。粵語配音版於2023年10月11日在Ani-One中文官方動畫頻道的YouTube官方頻道、以及Viu首播。
在全11集播放結束後宣佈製作第2季，於2024年7月3日至10月6日播出。

## 總覽
| 季數 | 集数 | 集数 | 改編自原作          | 首播日期      | 首播日期      |
| 季數 | 集数 | 集数 | 改編自原作          | 首映          | 季终          |
| ---- | ---- | ---- | ------------------- | ------------- | ------------- |
| 1    | 11   | 11   | 第1章—第4章         | 2023年4月12日 | 2023年6月28日 |
| 2    | 13   | 13   | 第5章、第6章、第9章 | 2024年7月3日  | 2024年10月6日 |

## 劇集列表
| 1 | Mother and Children | 田中仁   | 平牧大輔 貓富 中谷亞沙美                 | 平牧大輔 貓富 中谷亞沙美 伊藤良太 金成旻 | 貓富                 | 平山寬菜、澤井駿、山野雅明 納武史、吉川真帆、佐藤修太 尾西真成人、卯野智子、渥美智也 TOMATO、早川麻美、松元美季 橫山穗乃花、秦                                                                     | 平山寬菜 | 1—10 （1）          | 2023年4月12日 |
| 婦產科医生雨宫吾郎痴迷于莓Pro旗下偶像團體「B小町」的成員星野愛，原因之一是她亦為已故绝症患者纱利奈的最爱。當莓Pro的社長齊藤壹護帶著怀孕20周的爱来到吾郎所服務的乡村医院求診时，他感到十分震惊。尽管爱并未透露孩子父亲的身份，但她向吾郎倾诉了自己的心事：作为孤儿长大的她，渴望体验一个幸福家庭，但又不愿放弃偶像生涯，因此决定秘密抚养孩子。吾郎发誓要确保爱能生下健康的孩子，并在她怀孕期间好好照顾她。然而，在爱分娩的那天，一个跟踪她的男人出现，将吾郎推下悬崖，吾郎因而身亡，而爱则开始生产。后来，他惊奇地发现自己轉世成了爱的儿子阿奎亞，并与她和自己的双胞胎妹妹露比生活在一起。露比实际上是纱利奈的转世，兩人知道對方是轉生者，但並未發現彼此的前世身份。身為愛的經紀人，壹護決定策划她的复出，並讓妻子齊藤美彌子來照顾兄妹俩。当美彌子感到焦虑，觉得自己变成了保姆，并考虑揭露爱未婚生子的秘密时，兄妹俩巧妙地欺骗了她，让她相信他们是神的化身，使美彌子對兄妹倆言聽計從。 随着时间的推移，兄妹俩逐渐了解到偶像和娱乐产业的复杂和残酷。阿奎亞结识了电影导演五反田泰志，他提议让阿奎亞参演一部他執導的低成本电影，并给爱争取到一个角色。在拍摄期间，阿奎亞遇到了天才童星有马加奈，她对爱的演技有些怀疑。阿奎亞表现得非常出色，让加奈倍感沮丧。两年后，这部电影小有成就，帮助爱的事业再次起飞。然而，在「B小町」預定首次東京巨蛋公演的当天，跟踪愛的瘋狂粉絲涼介找到了她的住家并將她刺殺，面對涼介對愛未婚生子的憤怒，愛回應出謊言是她表現愛的方式、以及有認知到涼介，涼介聽到後逃离現場。在愛临终的时刻，她安慰兄妹两人，表示自己爱他们，并确认她对他们的爱是真实的。之后，涼介被发现自杀身亡，愛的死訊僅引起幾天的短暫關注，很快被公众遗忘。阿奎亞與露比两人被齊藤家正式收养，美彌子表示會對兄妹倆如親生孩子般照顧。露比决定跟随爱的脚步，成为一名偶像，而阿奎亞推断出他们的亲生父亲泄露了爱的地址，意图将她杀死。並判斷他的父亲也是娱乐产业的人物，遂請求五反田栽培他正式進入業界，藉此找到生父为爱的死复仇，這成為他新的人生目标。许多年后，兄妹两人进入了高中。上学的第一天，露比向家门口放置的爱的遗照告别，阿奎亞也准备开始实施他的复仇计划。 |                     |          |                                          |                                          |                      | | |                     |               |
| 2 | 第三個選擇          | 田中仁   | 舛成孝二                                 | 金成旻                                   | 貓富                 | 納武史、澤井駿、佐藤修太 稻手遙香、早川麻美、卯野智子 | 吉川真帆、平山寬菜                                                                                              | 11—13 （2）         | 2023年4月19日 |
| 在愛身亡十年後，原本莓Pro的社長齊藤壹護已失去蹤影，失去星野愛這個頭牌成員的「B小町」也早在兩年後因告解散，接手莓Pro社長職位的齊藤美彌子則關閉了公司的偶像部門，專注發展網紅業務。露比因其願望而不斷申請參加偶像團體的徵選，豈料阿奎亞一直秘密地以其演技去摧毀露比的徵選申請，以及作出偽裝的落選通知。儘管如此，阿奎亞卻無法阻止有星探向露比招募參與地下偶像團體。美彌子基於不信任地下偶像團體的管理質素，以及想支持露比一直以來的心願，最終決定重啟莓Pro的偶像部門，並簽下露比為首位復組成員。另一方面，阿奎亞拜入五反田泰志的門下成為弟子，但早已放棄成為演員的夢想，以不斷鍛鍊幕後工作賺取經驗來尋找其生父。五反田對此勸勉阿奎亞不要輕易放棄追夢及其才能，令阿奎亞回憶起愛在臨死前的遺言。阿奎亞和露比之後在有設立演藝科的陽東高中入學成為高校生，並在學校重遇有馬加奈，加奈也因與兩人重逢而大喜，但卻驚訝於阿奎亞選擇入讀一般科而不讀演藝科。 |                     |          |                                          |                                          |                      | | |                     |               |
| 3 | 漫畫原作連續劇      | 田中仁   | 角地拓大 大西健太                        | 内野宮晃希                               | 貓富                 | 山野雅明、小倉寬之、平塚知哉 服部未夢、曾我篤史、本谷愛 南部廣海、立口德孝、渥美智也 | 渥美智也 【角色監修 ：平山寬菜】                                                                                | 14—16 （2）         | 2023年4月26日 |
| 有馬加奈十分希望阿奎亞重返演藝圈。因此她提起了她認識一位著名製作人「鏑木勝也」，而他被阿奎亞認出了他是愛懷孕前就在使用的那支手機裏的少數聯絡人之一。為了接近鏑木，阿奎亞答應扮演漫畫改編電視劇《今天吃甜甜》裏其中一個角色。加奈為阿奎亞而爭取到了一個反派角色，可是阿奎亞發現這部電視劇的製作品質很差。加奈承認了這點，並表示這部劇着重男演員的外貌而非演技，所以她選擇配合劇組，刻意表演地比較拙劣。她也坦承自己在童星時期被人寵壞，長大後演藝圈的人都離她而去，因而無法在演藝事業上取得更大成果。在拍攝《今甜》的間隙，阿奎亞找到被鏑木丟掉的香煙並在其中收集到一些唾液樣本，期間阿奎亞無意間聽見鏑木只是在利用加奈，並沒有要栽培她的打算。儘管阿奎亞已經拿到他想要的東西，但他還是選擇留下來繼續演戲。 |                     |          |                                          |                                          |                      | | |                     |               |
| 4 | 演員                | 田中仁   | 伊藤良太                                 | 仁科                                     | 貓富 仁科            | 橫山穗乃花、室賀彩花、板倉健 長尾圭悟、大野勉 | 松元美季 【角色監修 ：平山寬菜】                                                                                | 17—19 （2）         | 2023年5月3日  |
| 阿庫亞利用他的技能改變了編排的表演，為有馬加奈製造出了機會去發揮她的所長，並同時迫出了《今天吃甜甜》的男主角鳴嶋梅爾特的演技，令加奈的演技得以真正地發揮，並在播出之後得到了觀眾的讚賞。在《今甜》的慶功宴上，阿庫亞再度遇上鏑木勝也，阿庫亞在先前的基因測試已知鏑木並非是自己的親生父親。鏑木向阿庫亞提及了星野愛在過去有隱密的行為，並向阿庫亞提出了參加戀愛真人秀的機會，來作為交換愛更多的情報。之後，阿庫亞和露比到陽東高中上課，露比和班上的寫真偶像壽美奈美成為朋友，並向阿庫亞介紹她。露比提及了她的偶像兼演員的不知火芙莉露是她同班同學。阿庫亞上前向芙莉露問好，對方隨即認出了阿庫亞和美奈美，並稱讚他們兩個的表現。這情況讓露比自覺自己還未在演藝圈有確立之處，並隨即在放學後求著讓美彌子成立偶像團體，但美彌子指出其公司的小規模要成立偶像團體並非簡單。阿庫亞於是向兩人提議招攬加奈加入成為偶像。 |                     |          |                                          |                                          |                      | | |                     |               |
| 5 | 戀愛實境秀          | 田中仁   | 金成旻                                   | 金成旻                                   | 貓富                 | 渡部里美、早川麻美、納武史 板倉健、卯野智子、佐藤修太 澤井駿、曾我篤史、南部廣海 小倉寬之、澀谷健太郎、平山寬菜                                                                                    | 平山寬菜 | 20—22 （2、3）      | 2023年5月10日 |
| 有馬加奈雖然猶豫偶像活動會否影響她的演藝事業，但最終還是決定加入莓Pro，並希望能借此與阿庫亞一起共事。加奈和露比在看見阿庫亞參與真人秀節目《從現在開始 認真戀愛》新一季的演出後大為震驚，和阿庫亞一起參加《現戀》這節目的分別是時裝模特兒鷲見有希、舞者熊野修之、女演員黑川赤音、網紅MEM啾，以及樂團成員森本健吾。儘管加奈已經知道阿庫亞在《現戀》和其他參加者的演出只是演戲，但還是惹起加奈很大的妒忌。在節目拍攝期間，有希向阿庫亞表達了興趣，以及表示在節目尾聲前不會吻他。另一方面，美彌子籌組新的偶像組合，她決定將露比和加奈放在網上出道，並讓莓Pro旗下的人氣健身網紅「皮耶勇酷雞」來教導她們。皮耶勇酷雞指出兩人與自己合作拍片是最有效建立知名度的方式，而兩人也在皮耶勇酷雞的頻道進行長達一小時的體能訓練，期間露比的堅持成功獲取了加奈的尊重和信任。當皮耶勇酷雞問起她們的組合名字時，露比決定以「B小町」來作為她們的組合名。 |                     |          |                                          |                                          |                      | | |                     |               |
| 6 | 網上自搜            | 田中仁   | 仁科                                     | 仁科                                     | 貓富 仁科            | 室賀彩花、橫山穗乃花 納武史、PSD Delivery | 渥美智也 PSD Delivery （室賀彩花、橫山穗乃花 山野雅明、佐藤修太） 【角色監修 ：平山寬菜】                       | 23—25 （3）         | 2023年5月17日 |
| 隨著《從現在開始 認真戀愛》的進行，阿奎亞意識到了真人秀的造假成分並沒有他預想中的那麼多。與此同時，有馬加奈在教露比網上自搜的重要性和危險性，因為偶像需要維持好他們在粉絲心中的形象和在網路中的名譽。很快，《現戀》開始聚焦在鷲見有希、熊野信行以及森本健吾的三角戀，阿奎亞決定直到《現戀》結束前都一直會待在「安全圈」內不去行動。另一方面，赤音在向導演請教如何才能在節目中留下明顯的「抓痕」。因來自經紀公司的壓力，赤音決定努力抓住別人的目光卻意外劃傷有希，並在她臉上留下了一道傷口。儘管有希原諒了赤音，但因製作方的惡意剪輯，導致在該集播放後，被很多觀眾在網上惡意攻擊。雖然赤音在社交媒體上道歉了，但輿論並未支持她。在不斷被負面留言影響、得知到同學們都不太喜歡她以及被她的粉絲討厭後，赤音失魂落魄地在買完東西回家的路上準備跳下橋結束自己的生命，不過被阿奎亞及時發現並將其救下。 |                     |          |                                          |                                          |                      | | |                     |               |
| 7 | 網路熱議            | 田中仁   | 入江泰浩                                 | 入江泰浩                                 | 貓富                 | 山野雅明、稻手遙香、立口德孝 平塚知哉、曾我篤史 PSD Delivery | 松元美季 （室賀彩花、澤井駿 納武史、橫山穗乃花 山野雅明 PSD Delivery） 【角色監修 ：平山寬菜】                  | 26—28 （3）         | 2023年5月24日 |
| 有馬加奈提醒露比因為網暴而結束自己生命的情況並不少見後，京子接到了警察局電話，並對於阿奎亞和赤音被帶進警察局而感到驚訝。在《現戀》的參加者知道此事後，立刻趕到警察局來見他們。隨後，阿奎亞表示赤音可以趁這個機會退出《現戀》，但赤音決定留下來，對此《現戀》的參加者們都表示會盡力的協助她。不過，阿奎亞對於把赤音塑造成反派角色的工作人員感到有些生氣，所以他制定了一個計劃。首先，他把赤音自殺未遂的消息透漏給記者藉此來引起更多關注。然後，在《現戀》參加者們的幫助下，阿奎亞成功做出了一段能夠恢復赤音名譽的影片。有希提議把她抱著赤音並原諒她的片段加進去。最後，那部影片成功地停止了大部分網上對赤音的人身攻擊。MEM啾和有希提議讓赤音扮演阿奎亞所喜歡的類型，阿奎亞想到了星野愛，並將她所擁有的特徵說了出來。赤音在知道後立刻找尋有關資料，並試圖效仿和研究她的行為。在那之後，赤音回歸了《現戀》的拍攝，阿奎亞對於赤音能完美模仿愛的行為感到震驚。 |                     |          |                                          |                                          |                      | | |                     |               |
| 8 | 第一次              | 田中仁   | 鈴木萌 吉川博明                          | 平牧大輔                                 | 貓富                 | 渡部里美、早川麻美、納武史 澤井駿、小倉寬之、佐藤修太 澀谷健太郎、松元美季、稻手遙香 立口德孝、平塚知哉 曾我篤史、平山寬菜                                                                         | 平山寬菜 | 29—32 （3、4）      | 2023年6月7日  |
| 阿庫亞因黑川赤音的傳神演出而大感驚愕，讓他從赤音身上感受到了他對於星野愛的情感，亦讓他發現自己對愛的種種事情仍未完全了解。不過在阿庫亞跟有馬加奈談論後，最終梳理出他對的赤音的情感，亦認清他對赤音沒有吸引力。然而阿庫亞對於赤音擁有強大的角色側寫能力，而能夠近乎完美地模仿不限於愛的他人人格，令他決定利用與赤音的關係。在《現戀》的最後一集，阿庫亞跟赤音在鏡頭前接吻，令在觀看節目的加奈大感嫉妒。在《現戀》的慶功宴上，阿庫亞再度與鏑木見面，鏑木亦答應兌現其承諾，並於一星期後的見面上提供情報。之後，阿庫亞在與赤音的會談時向她表示他對赤音沒有喜歡的感覺，但佩服她的演技，兩人亦同意繼續對外假裝交往。赤音也向阿庫亞透露，縱然夕雪在鏡頭前拒絕了信行的表白，但私下卻早已與對方交往。在慶功宴後，MEM啾揶揄阿庫亞對於赤音的情感，以及表示她白己本來有成為偶像的夢想，但卻因家境、現實等問題而擱下。阿庫亞隨即邀請MEM啾加入新生「B小町」，令MEM啾大感意外。 |                     |          |                                          |                                          |                      | | |                     |               |
| 9 | B小町               | 田中仁   | 吉川博明                                 | 内野宮晃希 金成旻 平牧大輔               | 貓富                 | 橫山穗乃花、小倉寬之、服部未夢 本谷愛、南部廣海、村田裕脩 卯野智子、佐藤修太、早川麻美 澤井駿、成瀨藍、渥美智也 PSD Delivery                                                                       | 渥美智也 PSD Delivery （渡部里美、澤井駿 納武史、橫山穗乃花 山野雅明、室賀彩花） 【角色監修 ：平山寬菜】        | 32—34 （4）         | 2023年6月14日 |
| 京子向MEM啾進行面試時，憑經驗猜中了對方虛報了年齡，MEM啾隨即承認了她是25歲的事實。MEM啾坦承高中時期因為家中母親病倒而專注照顧家庭，放棄了偶像選拔，直到過了大部份選拔年齡限制的20歲左右，家庭狀態才有好轉。MEM啾轉而成為網紅得到很大名氣。露比和有馬加奈聽見MEM啾的情況後，接受了她加入為新生「B小町」的一份子。與此同時，阿庫亞因演出《現戀》而獲得極大迴響，學校上包括不知火芙莉露在內的女同學都對他產生極大興趣。MEM啾的人氣令新生「B小町」得到注目，更提議在京子委託作曲家製成新曲目前，使用原「B小町」所使用的歌曲。但是在曲目訓練時，加奈卻難以跟上露比和MEM啾的步伐，亦對阿庫亞在他與黑川赤音的關係而反應冷漠。阿庫亞應約與鏑木見面，鏑木提及星野愛的情人很可能在赤音所屬的劇團「Lalalai」中，亦提及對新生「B小町」有很大興趣，有意引薦她們參加「日本偶像音樂節」（Japan Idol Festival）。露比和MEM啾決定以比賽形式決定表演的C位，但隨後發覺自己兩人的歌藝尚未達標。隨後兩人在卡拉OK搜尋加奈的往績時，發現了一直否認自己才能的加奈，事實上是很有才華的歌手。 |                     |          |                                          |                                          |                      | | |                     |               |
| 10 | 壓力                | 田中仁   | 德野雄士                                 | 德野雄士                                 | 貓富                 | 山野雅明、平塚知哉、早川麻美 曾我篤史、澀谷健太郎、立口德孝 稻手遙香、服部未夢 佐藤修太、武藤幹 | 松元美季 （橫山穗乃花、納武史 澤井駿、室賀彩花 渥美智也、山野雅明 成瀨藍 PSD Delivery） 【角色監修 ：平山寬菜】 | 35—37 （4）         | 2023年6月21日 |
| 儘管露比和MEM啾想盡辦法讓有馬加奈擔任新生「B小町」的C位，但卻遭到加奈的拒絕。不過在看見露比和MEM啾在努力地練習唱歌以及跳舞後，最終成功說服加奈擔任C位。為了幾天後的登台演出，京子找了皮耶勇酷雞來教導她們。在「日本偶像音樂節」的前一個晚上，加奈聽到露比講到關於過去（實際上是她前世的過去）以及想成為偶像的契機。在露比睡著後，她決定睡前到樓下閒逛無意間發現了假扮皮耶勇酷雞的阿奎亞把頭套放在一旁。到了「日本偶像音樂節」的那天，新生「B小町」的成員都被擠在同一個後台休息室裡，裡面有著許多地下偶像及新進偶像團體在為表演做準備。在後台準備時，加奈花了許多時間在沉思著自己失敗的演藝生涯，甚至用自嘲來掩飾自己所受到的痛苦。加奈思考著這些時，露比因為自己很緊張的關係而跑了過來找加奈。從與加奈的對話中感受到她與自己一樣也很緊張。加奈對她坦白，自己緊張的原因是因為不想別人受到與自己相同的痛苦。對此，露比安慰加奈並說到因為她們三人都是新人偶像，所以不需要害怕或是甚麼的，只要努力挑戰並就此享受即可。在新生「B小町」表演開始前，加奈不再害怕，反而更加認真對待自己作為C位的身分。 |                     |          |                                          |                                          |                      | | |                     |               |
| 11 | 偶像                | 田中仁   | 野呂純惠                                 | 仁科 平牧大輔                            | 貓富 仁科            | 平山寬菜、澤井駿、納武史 渡部里美、早川麻美、南部廣海 稻手遙香、山野雅明、松元美季 朱里、渥美智也、武藤幹 澀谷健太郎、服部未夢、本谷愛 佐藤修太、橫山穗乃花、曾我篤史 卯野智子、立口德孝、平塚知哉 | 平山寬菜 （渥美智也、松元美季 渡部里美、橫山穗乃花 山野雅明、澤井駿 早川麻美、室賀彩花）                        | 38—41 （4、5）      | 2023年6月28日 |
| 新生「B小町」登上了舞台，第一首歌STAR☆T☆RAIN進展十分順利。然而，當有馬加奈發現觀眾只是為了看露比和MEM啾後，她開始漸漸失去對自己好不容易才建立起來的自信。就在她祈求著有人可以看看她時，她突然發現了阿奎亞在人群中為她們加油，也因此她找了不輸給露比和MEM啾成為偶像的動力，那就是成為阿奎亞所「推」的孩子。至此新生「B小町」的演出取得了巨大的成功。在車上加奈發現了阿奎亞和黑川赤音之間只有工作上的往來後，加奈放下心來並終於與阿奎亞正常說話。一段時間過後，劇團「Lalalai」決定把流行漫畫《東京BLADE》改編成舞台劇。由於Lalalai幾乎沒有年輕演員，所以《東刃》舞台劇的負責人——雷田澄彰向鏑木勝也請求一些年輕人才。在與赤音的商業約會中，阿奎亞得知加奈和赤音都在《東刃》分別飾演圍繞著「刀鬼」（阿奎亞的角色）的三角戀——「鞘姬」和「劍」，也發現了加奈和赤音從童星起就有着激烈的爭鬧。《東刃》舞台劇的選角已完成，劇組也開始準備。露比前去探望星野愛的墳墓，而阿奎亞再次發誓要找到殺死愛的幕後黑手——他們的父親。 |                     |          |                                          |                                          |                      | | |                     |               |
| 第2季 |                     |          |                                          |                                          |                      | | |                     |               |
| 12 | 東京BLADE           | 田中仁   | 仁科                                     | 仁科                                     | 貓富 仁科            | 平山寬菜 | 平山寬菜 | 41—44 （5）         | 2024年7月3日  |
| 自新生「B小町」的首次演出已經過了四個月，新生「B小町」正在一步步地積累人氣並為粉絲舉行多個小型演出。另一邊，阿奎亞、有馬加奈、黑川赤音、鳴嶋梅爾特、鴨志田朔夜、姬村大輝、其他「Lalalai」劇團成員開始為舞台劇《東京BLADE》進行排練。排練時，加奈和姬村因演技風格相似而可以發揮得淋漓盡致，而赤音則因其角——「鞘姬」不及「劍」（加奈所飾演的角色）受歡迎而跟不上加奈的步伐。因漫畫中的鞘姬出埸次數不多、關於鞘姬的性格舞台劇與漫畫有着很大出入，導致赤音沒有足夠的資料可以完美飾演該角色。舞台劇編劇GOA承認了因兩小時的表演時長而更改鞘姬性格一事。後來，《東京BLADE》和《今天要甜言蜜語》的原作者吉祥寺賴子和鮫島阿比子來到了排練現場。看完演員們的演技過後，阿比子表示希望重寫整個劇本。 |                     |          |                                          |                                          |                      | | |                     |               |
| 13 | 傳話遊戲            | 田中仁   | 平牧大輔                                 | 小松和映                                 | 貓富                 | 澤井駿、室賀彩花、立口德孝 | 渡部里美 【角色作畫監修 ：平山寬菜】                                                                            | 41、44—46 （5）     | 2024年7月10日 |
| 回顧演員們的初次排練，當阿奎亞很高興能再次與茜一起出演時，引起了加奈的嫉妒心。後來愛溶向加奈道歉，因為他在《今天吃甜甜》電視劇中表現不佳，並表示他的演技自那次以後有所提升。另一方面，亞枇子與賴子會面，表達了她對自己的漫畫被改編成舞台劇感到焦慮，而賴子則擔心亞枇子古怪的個性會影響到舞台劇的製作。回到現在，亞枇子對編劇GOA拒絕聽取她的意見，並更改了許多作中角色的性格感到憤怒。賴子認為作者和編劇之間有爭執是正常的，她提到當亞枇子的意見要傳達給GOA時，由於多次中間傳遞的誤解，導致最終含義已經改變。亞枇子強迫劇組讓她重新寫劇本，並威脅要撤回她對這部舞台劇的授權。GOA自願辭去他的職位，因為無法滿足亞枇子的要求而感到沮喪。在新劇本完成之前，排練都被暫停，茜邀請阿奎亞去看環繞式舞台的舞台劇作為約會。 |                     |          |                                          |                                          |                      | | |                     |               |
| 14 | 作品改編            | 田中仁   | 西邑大輔                                 | 西邑大輔                                 | 貓富                 | 水野公彰、曾我篤史、橫山穗乃花 （山本蓮雄、監物雄太） | 橫山穗乃花 【角色作畫監修 ：平山寬菜】                                                                          | 41、47—49 （5）     | 2024年7月17日 |
| 在新生「B小町」越來越受歡迎的同時，露比仍然對自己落後朋友感到沮喪。由於加奈正在忙於舞台劇的排練，新生「B小町」的演唱會不得不暫停。與此同時，茜帶著阿奎亞去看了《亂鬥天堂SMASH HEAVEN》的舞台劇表演，阿奎亞對舞台的呈現和表演印象深刻。之後他們遇到了雷田，他透露《亂鬥天堂》的劇本也是由GOA負責，GOA對自己負責的作品非常認真。阿奎亞得出結論，認為亞枇子不可能寫得出適合《東京BLADE》舞台劇的劇本，於是請雷田找方法恢復GOA的編劇職位。阿奎亞很喜歡GOA的作品，他決定採取更直接的方式，請賴子將一封信交給亞枇子。賴子前往亞枇子居住的公寓後，驚訝地發現她為了趕上《東刃》最新章節的截稿期而過度工作。賴子隨即幫忙，但她和亞枇子因此爭吵起來，彼此都表達了對自己的作品被改編的期待和不安，最終在早晨和解。亞枇子打開了阿奎亞給她的信封，裡面是一張《亂鬥天堂》舞台劇的門票，她決定前去觀賞。 |                     |          |                                          |                                          |                      | | |                     |               |
| 15 | 情感演技            | 田中仁   | 內野宮晃希                               | 內野宮晃希                               | 貓富                 | 早川麻美、朱里、伊澤珠美 山本悅子、曾我篤史 | 稻手遙香 【角色作畫監修 ：平山寬菜】                                                                            | 49—51 （5）         | 2024年7月24日 |
| 亞枇子看了《亂鬥天堂》的表演後，對其印象深刻。當雷田得知亞枇子在觀眾群中，就親自與她見面並請求再給GOA一次機會。回想起賴子的建議，亞枇子同意恢復GOA的職位，條件是她要親自監督GOA寫劇本。雷田冒險讓亞枇子和GOA遠距交流，兩人竟然相處得很好，一夜之間完成了劇本的修訂版。大部分的演員對這個更注重演技的新劇本感到興奮，但經驗較少的阿奎亞和愛溶卻擔心跟不上。加奈提醒阿奎亞，他壓抑情緒的行為會使他難以向現場觀眾展現演技，建議他將眼前的事物想像成悲傷或快樂的回憶，並表達出相應的情緒。然而，阿奎亞回憶起愛的死亡，因而陷入恐慌。他讓茜帶她去五反田的公寓休養，五反田告訴茜，阿奎亞仍然因過去的悲劇而患有創傷後壓力症。茜利用她的分析能力，推斷出阿奎亞其實是愛的兒子，當阿奎亞醒來時，茜承諾會支持他並分擔他的痛苦。 |                     |          |                                          |                                          |                      | | |                     |               |
| 16 | 開幕                | 田中仁   | 入江泰浩                                 | 小笠原一馬                               | 貓富                 | 大導寺美穗、奥谷花奈、量山祐衣 入江健司、菊地洋子 | 監物雄太、平山寬菜 【角色作畫監修 ：平山寬菜 動作作畫監修 ：】                                                  | 52—55 （5）         | 2024年7月31日 |
| 阿奎亞康復後，赤音向他保證無論發生什麼事（即使是對某人復仇）都會一直支持著他。但相對應地，赤音因獨自一人對抗加奈和姬川太過困難而希望阿奎亞可以幫助她對抗他們。對此，阿奎亞答應了並向五反田詢問意見。五反田也決定助阿奎亞一臂之力，以他的一生所學幫他訓練感情演技。與此同時，露比和美奈美嘗試去探望阿奎亞，但卻遇到梅爾特和鴨志田。正當鴨志田嘗試加美奈美的聯繫方式的時候，梅爾特撒謊阻止了他，而鴨志田對此感到生氣，並指責梅爾特的演技會拉低舞台劇演技的品質。儘管如此，但他成功騙到露比的連繫方式，不過最後被加奈和MEM啾警告後刪除。排練繼續，加奈和赤音的較量也仍然在繼續。加奈同意幫助梅爾特提升他的演技的同時，阿奎亞也從五反田那學習把創傷變為演技。所有排練現已完結，而觀眾們和演員們都在等待着該劇的首秀。 |                     |          |                                          |                                          |                      | | |                     |               |
| 17 | 成長                | 田中仁   | 貓富                                     | 貓富                                     | 貓富                 | 山本惠美里、稻手遙香、渡部里美 谷口淳一郎、水野公彰 室賀彩花、立口德孝 | 渡部里美 【角色作畫監修 ：平山寬菜 動作作畫監修 ：】                                                            | 56—58 （5）         | 2024年8月7日  |
| 舞台劇《東京BLADE》的演出進行得十分順利。第一幕描述了姬川所飾演的角色「BLADE」如何獲得搭檔組成「新宿星團」並一起對抗由赤音所飾演的角色「鞘姬」所領導的「澀谷星團」。隨後，第二章開始於梅爾特所飾演的角色「刻」和鴨志田所飾演的角色「匁」的戰爭。時間回到排練時，那時雷田和鏑木在觀看梅爾特的表演，雷田好奇地詢問推介梅爾特原因是什麼。鏑木卻回應是因為他的私心。回到現在，梅爾特在舞台上回想起他的過去。在學校裏，梅爾特因其外貌讓他受盡歡迎，所以直到他看見阿奎亞和加奈的演技前，他並沒有對他的演技下任何功夫。意識到他的演技比不上別人以後，他開始加倍努力，卻遠遠地不上別人。詢問了阿奎亞的意見後，梅爾特把他的重心放在刻和匁的決鬥上，將他的不安全部轉換成演技。對梅爾特之前的演技失望的人都因其表現而大吃一驚，就連不看好他演技的鴨志田和賴子也因其表現而感到欣慰。對於阿奎亞的幫助，他表示感謝，並由中找到演戲的樂趣。 |                     |          |                                          |                                          |                      | | |                     |               |
| 18 | 太陽                | 田中仁   | 仁科                                     | 仁科                                     | 貓富 仁科            | 服部未夢、早川麻美、朱里 澤井駿、室賀彩花、水野公彰 | 橫山穗乃花 【角色作畫監修 ：平山寬菜】                                                                          | 59—61 （5）         | 2024年8月14日 |
| 舞台劇劇情來到新宿及澀谷星團對戰，「刻」此時獨自對着鞘姬。茜在這時回想起小時候曾仰慕着加奈，並以朝着成為與加奈一樣出色的童星進發。可是，當茜第一次在試鏡會場與加奈見面時，兩人卻因為試鏡結果為內定而爭執，加奈繼而向茜發洩，聲言討厭對方模仿自己。大惑不解和對此耿耿於懷的茜，遂獨自開始研究心理學知識，最終理解到加奈的反應，以及發現其內心實為恐懼日後沒有演藝工作生涯，於是加奈開始抑壓其演技才能。茜希望藉着《東京BLADE》的演出，去強制引導加奈重拾昔日充滿自信的演技。但當加奈開始與茜飊演技時，卻本能地抑壓自己的腳步，知道讓茜在這幕戲獨領風騷才是對整齣戲合適。回到後台，心有不甘的茜苦惱着無法將加奈重回昔日演技，阿奎亞見狀安撫了茜後，提出了讓加奈真正的演技重回鎂光燈下的作戰計劃。 |                     |          |                                          |                                          |                      | | |                     |               |
| 19 | 契機                | 田中仁   | 貓富、仁科、平牧大輔                     | 貓富、仁科、平牧大輔                     | 貓富、仁科、平牧大輔 | 平山寬菜、伊澤珠美 監物雄太、本谷愛 山本悅子、立口德孝、曾我篤史 | 平山寬菜 （橫山穗乃花、渡部里美） 【動作作畫監修 ：】                                                           | 62—64 （5）         | 2024年8月21日 |
| 在演出的間場期間，大輝察覺到茜的演技會將他和加奈「吞噬」，隨即向加奈表示他將會在下一場戲加上即興演出。來到下一場戲同台的有阿奎亞、大輝、加奈和茜。大輝隨即即興地將加奈從茜的攻擊中救下，並將其拋向阿奎亞的臂中。阿奎亞有默契地加入即興創作，將觀眾的注意力引導至加奈上。此時加奈回憶起過去在受到想取悅母親的壓力下，在演藝圈掙扎求存。最終加奈成功放開自己，將自己的真正演技全盤發揮，震懾了包括茜在內的群眾。隨後，茜接受大輝的攻擊，演出鞘姬死亡的一幕。阿奎亞回想起接受五反田的舞台劇特訓期間的提示，並揭示了五反田早已猜透到阿奎亞是愛的兒子的身份。五反田於是教導視演藝為復仇手段的阿奎亞，要將一切的憤怒和悲痛貫注入演技之中。阿奎亞於是接受了其建言，全力貫注了憤怒當場爆發演技，向大輝攻擊以報「鞘姬」之仇。 |                     |          |                                          |                                          |                      | | |                     |               |
| 20 | 美夢                | 田中仁   | 平牧大輔、小松和映                       | 平牧大輔、小松和映                       | 貓富 平牧大輔        | 服部未夢、朱里、山本蓮雄 小倉寬之、澤井駿、川本由記子 本谷愛、磯本雅大、板倉健 水野公彰、谷口淳一郎、永田杏子 立口德孝、室賀彩花                                                                   | 稲手遙香、室賀彩花 （平山寬菜、渡部里美） 【角色作畫監修 ：平山寬菜】                                           | 65—67 （5、6）      | 2024年8月28日 |
| 阿奎亞在舞台上強烈的情感演技表現，震懾了在場所有人。刀鬼（阿奎亞）被打敗後，刃與刻表示他們可以以逆轉鞘姬的劍的力量來把其復活。鞘姬得以復活後，阿奎亞聯想起如果當年愛沒有死亡而發生的事，繼而將其情感表現感染了觀眾。演出完結後，赤音和露比皆認為加奈是上等的演員，導演金田一和製作人鏑木在言談中表示深深感受到眾演員們的成長：另一邊廂，阿奎亞也借了公演的機會，去取得台前幕後眾人的DNA樣本寄去試驗。他後來出席演員慶功宴，藉此接近金田一去套取情報，從而得知金田一是從孤兒院收養了大輝養育成人。阿奎亞隨後和大輝私下對話，並向其表示從基因檢驗報告得知大輝為他的同父異母哥哥，從而推論兩人的生父為同一個人。 |                     |          |                                          |                                          |                      | | |                     |               |
| 21 | 解脫                | 大內珠帆 | 西邑大輔                                 | 西邑大輔                                 | 貓富                 | 監物雄太、井上夏美 北川知子、伊澤珠美、村上依理菜 早川麻美、中川洋未、山本悅子 曾我篤史、立口德孝                                                                                                  | 橫山穗乃花 （平山寬菜） 【角色作畫監修 ：平山寬菜】                                                             | 68—71 （6）         | 2024年9月11日 |
| 大輝表示已於多年前身亡的著名女演員姬川愛梨和另一名演員上原清十郎分別為他的父母，這個真相讓阿奎亞放下了多年以來想為愛復仇這塊心頭大石。在莓Pro辦公室裏，MEM啾在和露比及加奈想盡各種辦法提升新生「B小町」YouTube頻道的訂閱數。MEM啾提議拍攝有關房間參觀的影片，露比對此陷入是否應該隱藏有關愛的收藏品的沉思。那晚，露比把她的心聲說了出來：重新建造「B小町」的她，除了想繼承愛的傳奇外，也希望能吸引到失蹤吾郎的注意。MEM啾的另外一個計劃是去拍攝原創歌曲的MV，但京子所僱用的作曲家——緋村仍然沒有任何創新的想法。對此，露比傳了用來鼓勵他的影片。《東京BLADE》舞台劇結束後，阿奎亞同意幫助新生「B小町」拍攝新MV，而拍攝的地點便是宮崎，也是他的前世——吾郎工作、死亡的地方。 |                     |          |                                          |                                          |                      | | |                     |               |
| 22 | 自由                | 大內珠帆 | 入江泰浩                                 | 竹內崇 北村將 （藤井邦雄）               | 貓富                 | 稻手遙香、磯本雅大、金慧秀、朱里 服部未夢、小倉寛之、山本蓮雄、本谷愛 板倉健、永田杏子、曾我篤史                                                                                                   | 渡部里美 （平山寬菜、橫山穗乃花 室賀彩花） 【角色作畫監修 ：平山寬菜】                                          | 71—73 （6）         | 2024年9月18日 |
| 23 | 重逢                | 田中仁   | 仁科                                     | 仁科                                     | 貓富 仁科            | 川本由記子、伊澤珠美、樋口純一 監物雄太、澤井駿、久納彩代 谷口淳一郎、曾我篤史、山本悦子、水野公彰                                                                                                 | 稻手遙香、室賀彩花 （渡部里美） 【角色作畫監修 ：平山寬菜】                                                     | 74—77 （6）         | 2024年9月25日 |
| 24 | 願望                | 田中仁   | 平牧大輔 入江泰浩 【MV部分 ： 入江泰浩】 | 平牧大輔 【MV部分 ： 入江泰浩】          | 猫富 平牧大輔        | 慧秀、井上、早川麻美 小倉寛之、服部未夢、北川知子 伊澤珠美、澤井駿、室田雄平 山本蓮雄、渥美智也、磯本雅大 朱里、山本悦子、曾我篤史 水野公彰、立口德孝、谷口淳一郎                                  | 平山寛菜 （横山穂乃花、渡部里美 稲手遥香、室賀彩花）                                                            | 78—80、109 （6、9） | 2024年10月6日 |

## 家庭媒體
| 卷數  | 卷數           | 發售日期       | 收錄集數      | 規格編號   | 規格編號              | 封面人物        | 備註   |
| 卷數  | 卷數           | 發售日期       | 收錄集數      | BD         | DVD                   | 封面人物        | 備註   |
| 第1季 | 第1季          | 第1季          | 第1季         | 第1季      | 第1季                 | 第1季           | 第1季  |
| ----- | -------------- | -------------- | ------------- | ---------- | --------------------- | --------------- | ------ |
|       | 1              | 2023年6月28日  | 第1集         | KAXA-8601  | KABA-11371            | 星野愛          | [ 19 ] |
| 2     | 2023年7月26日  | 第2集—第3集    | KAXA-8602     | KABA-11372 | 星野阿奎亞            |                 | [ 19 ] |
| 3     | 2023年8月30日  | 第4集—第5集    | KAXA-8603     | KABA-11373 | 星野露比              |                 | [ 19 ] |
| 4     | 2023年9月27日  | 第6集—第7集    | KAXA-8604     | KABA-11374 | 有馬加奈              |                 | [ 19 ] |
| 5     | 2023年10月25日 | 第8集—第9集    | KAXA-8605     | KABA-11375 | 黑川茜                |                 | [ 19 ] |
| 6     | 2023年11月29日 | 第10集—第11集  | KAXA-8606     | KABA-11376 | MEM啾                 |                 | [ 19 ] |
| 第2季 |                |                |               |            |                       |                 |        |
|       | 1              | 2024年10月25日 | 第12集—第14集 | KAXA-8911  | KABA-11601            | 有馬加奈 黑川茜 | [ 20 ] |
| 2     | 2024年11月27日 | 第15集—第16集  | KAXA-8912     | KABA-11602 | 姬川大輝 星野阿奎亞   |                 | [ 20 ] |
| 3     | 2024年12月25日 | 第17集—第18集  | KAXA-8913     | KABA-11603 | 鸣嶋梅尔特 鸭志田朔夜 |                 | [ 20 ] |
| 4     | 2025年1月24日  | 第19集—第20集  | KAXA-8914     | KABA-11604 | 鲛岛阿比子 吉祥寺赖子 |                 | [ 20 ] |
| 5     | 2025年2月26日  | 第21集—第22集  | KAXA-8915     | KABA-11605 | 雷田澄彰 GOA          |                 | [ 20 ] |
| 6     | 2025年3月26日  | 第23集—第24集  | KAXA-8916     | KABA-11606 | 星野露比 MEM啾        |                 | [ 20 ] |

## 註解
1. ↑  參與的人員包括：、Kien Myra。
2. ↑  參與的人員包括：、勝又聖人。
3. ↑  參與的人員包括：。
4. ↑  參與的人員包括：、勝又聖人。
5. ↑  參與的人員包括：瀨川健壽。
6. ↑  參與的人員包括：勝又聖人。
7. ↑  參與的人員包括：勝又聖人。

## 外部連結
- 電視動畫官方網站（日語）
  - 第1季官方網站 （日語）
  - 第2季官方網站 （日語）